# 職業性ストレス

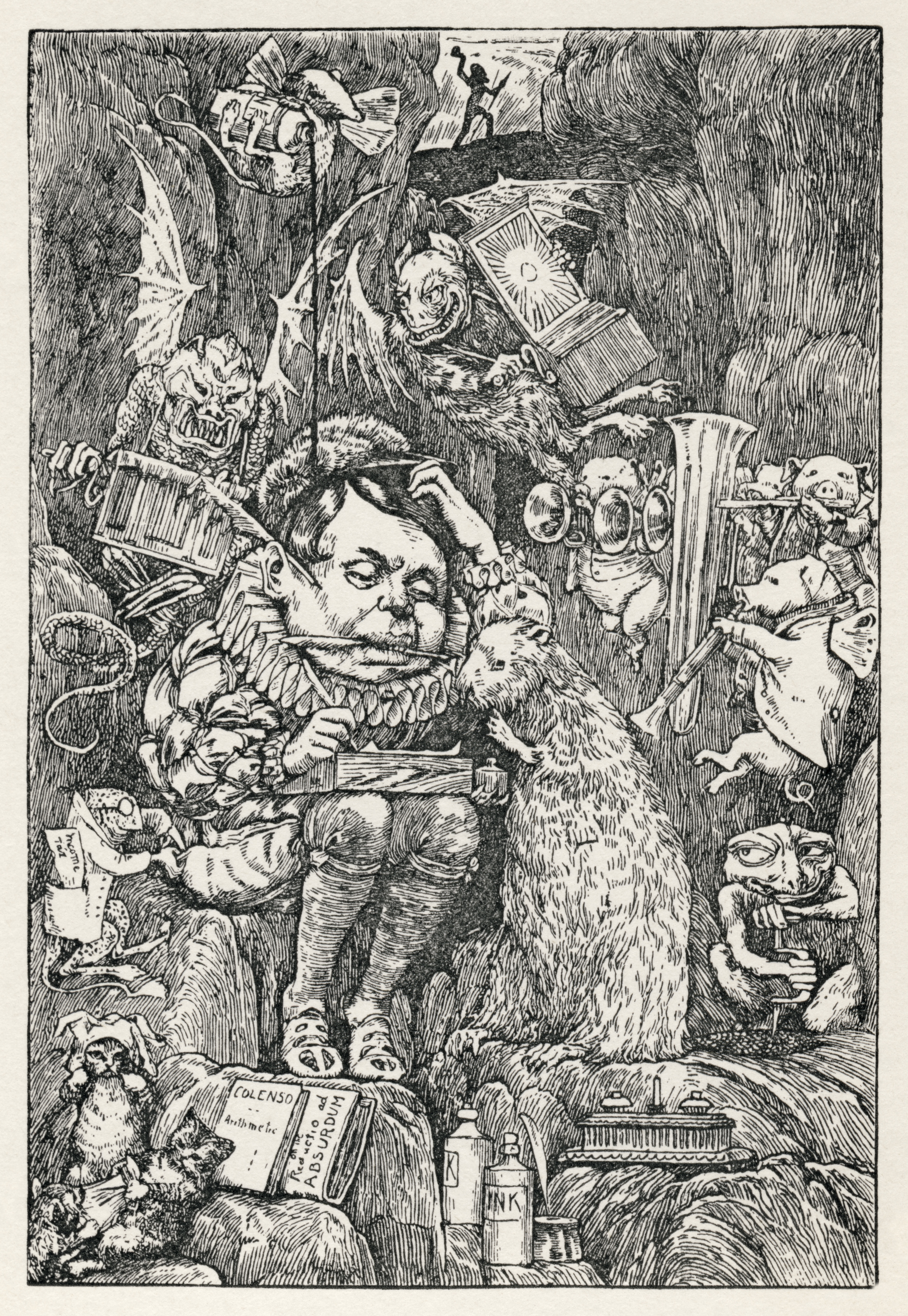
ストレス
（Lewis CarrollとHenry Holidayのスナーク狩り、第5章／ビーバーの授業、1876年）

職業性ストレス（しょくぎょうせいストレス、Occupational stress）とは、労働に際して発生するストレスである。WHOの定義によれば、職業性（労働関連）ストレスとは「仕事上の要求・圧力によって、自分の知識・能力と合致しない仕事に立ち向かわなければならない人々が持つであろう反応」とされている。

## 職業性ストレスモデル

OECD各国の仕事満足度

職場において、何がストレスを高めメンタルヘルスを悪化させるのか、逆にきつい仕事でも生き生きと働ける条件とは何かをモデル化したものがストレスモデルである。ストレス関連モデルは様々提唱されているが、よく言及されるのは以下の4つである。なおこの4つは基本的な考え方を示したものから、具体的な測定尺度まで様々であり、互いに排他的に存在するものではなく
多くの点で重なりあい、あるいは補完しあう関係にある。

### ストレス脆弱性モデル
ストレス脆弱性モデルは、現在、精神障害における症状の発症における基本的な考え方である。
また精神障害関連労災認定においてもこれは同様である。ストレス脆弱性モデル（ストレス－脆弱性理論）は、精神疾患の発生について、病気になりやすいかどうかの「脆弱性（もろさ）」と、発症を促す「ストレス（心理的負荷）」という2つの軸のバランスで精神障害が生じるとする説である。
思いがけないストレス（ライフイベントの心理的負荷）が非常に強ければ、脆弱性が比較的小さくても精神的破綻が起こるし、逆に脆弱性が大きければ、ライフイベントの心理的負荷が小さくても破綻が生ずる。またストレス（心理的負荷）はひとつひとつのライフイベントによるものではなくて、慢性的なストレスにライフイベントとしてもストレスが上乗せされたものである。しかし「脆弱性（もろさ）」はひとりひとり違うので、人によって堪えられるストレス（心理的負荷）、あるいはその許容範囲が異なってくる。精神障害を考える場合、あらゆる場合にストレスの総和と脆弱性との両方を視野に入れて考えなければならないというものである。ここでいう脆弱性とは、生得的なもの、例えば性格とか遺伝的な資質だけでなく、生育環境とか、後天的な能力、対応力に関わる問題も含む。従って、ストレスを避ける工夫と同時に、ストレスを発散させる工夫、ストレスに強くなる工夫、脆弱性を小さくする工夫、つまり対応力、反発力（レジリエンス）を強化していくことによって、発症とか再発を避けることが目指される。
なお、精神障害等に係わる労災認定の「認定基準」は、このストレス脆弱性モデルをベースにしている。

### NIOSH 職業性ストレスモデル
NIOSH 職業性ストレスモデルは米国国立労働安全機構が提唱するモデルであり、仕事上のストレスから急性のストレス反応、それが進んで疾病となるまでに、仕事上のストレス以外の3つの要因がプラスあるいはマイナスに働くというものである。
3つの要因には、その人の属性や性格などの「個人的要因」、家庭の事情などの「仕事以外の要因」、そして同僚や家族などの支援などの「緩衝要因」があげられている。
このモデルからは、ストレス反応は病気ではないこと。ストレス反応が出ているときは警告と受け止め、無理をしないことが大切であること。そしてプラスあるいはマイナスに働く3つの要因を良い方向へコントロールしていくことがいかに大事か、中でも「同僚や家族などの支援」がいかに大事かということが解る。

### 仕事の要求度・コントロール(JDC)モデル
JDC モデル(Job Demands Control Model)とは、「仕事の要求度」と「仕事のコントロール」の2要因から構成されるモデルである。仕事の要求度はとくに仕事の量的負荷（多忙さや時間的切迫感）がその中心的な位置を占める。一方コントロールとは「仕事上の裁量権や自由度」である。このうち、仕事の要求度が高いにもかかわらず十分な「仕事上の裁量権や自由度」が与えられていない場合を「高ストレイン群(high strain)」と呼び、心身のストレス反応のリスクが高いとされる。一方、仕事の要求度が高くても、「仕事上の裁量権や自由度」が与えられていれば、生産性、職場での満足感ともに高まり、メンタルヘルス増進に寄与するというものである。
このモデルにソーシャルサポートを追加したモデルがDCSモデル（Demand-control-support Model、またはJDCSモデル:Job Demand-control-support Model）である。このモデルでは、「仕事の要求度」が高く、「仕事上の裁量権や自由度」が低く、かつ上司や同僚のサポートが少ない場合が最も「高ストレイン」であり、健康障害やメンタルヘルスの問題が発生しやすくなるというものであり、実感的に納得できるだけでなく、多くの実証研究に裏付けされている。

### 努力・報酬不均衡(ERI)モデル
努力‐報酬不均衡モデル（Effort/Reward Imbalance Model: ERI モデル）は、1996年に、ドイツの社会学者が提唱した比較的新しいものであり、仕事の遂行のために行われる努力(Effort)に対して、その結果として得られる報酬(Reward)が少ないと感じられた場合に、より大きなストレス反応が発生するというモデルである。この報酬には経済的な報酬（Money:金銭）はもちろんながら、心理的報酬（Esteem:尊重）、キャリア（Status control:仕事の安定性や昇進）も含まれる。
このモデルは、先行モデルが捉えていないディメンジョン（報酬）を提示していること。そして本人にとってのやりがいとか達成感、やり遂げたことを周りに認められているかが、経済的な報酬と同じぐらい大きく評価されていることも注目される。

### 職業性ストレス簡易調査票
日本の厚生労働省は、1995年度より「労働の場におけるストレス及びその健康影響に関する研究」として労働省委託研究を行った。同研究では1997年に「職業性ストレス簡易調査票」を開発し、日本での調査ではこの調査票が広く用いられている。
例えば次のような質問項目がある。
この「職業性ストレス簡易調査票」にはこれまで蓄積された約2万5千人分の調査データによる「属性別全国標準値」があり、それと連動した「仕事のストレス判定図」が4つの仕事上のストレス要因、つまり「仕事の量的負担」と「仕事のコントロール（裁量権または自由度）」そして「上司の支援」と「同僚の支援」について評価を下す。ただし、「職業性ストレス簡易調査票」は個人的な「気づき」のツールとしても用いることが出来るが、「仕事のストレス判定図」は、最低でも10人以上の職場全体での測定を想定したものであり、かつ、プライバシー保護の観点から、健康診断と同様に生情報は会社側の目に触れないように実施しなければ正確な診断とはならない。
2012年4月に公表された「新職業性ストレス簡易調査票」では、その「努力‐報酬不均衡(ERI)モデル」の視点も組み込んだものとなっており、この「新職業性ストレス簡易調査票」に準拠した評価ツールを用いた組織分析調査とコンサルティングもメンタルヘルスのコンサルティング会社によって開始されている。

## 関連する疾患
ストレス関連障害には多岐に渡り、精神疾患（大うつ病、不安、PSTDなど）、精神的負担（不満、疲労、緊張など）、不適応行動（攻撃性、薬物乱用など）、認知的問題（集中力、記憶力の問題など）が挙げられる。さらにこういった状況により、労働成果の低下、欠勤増加、生産性低下、怪我の事故などをまねくこともある。また職業性ストレスは様々な生物学的反応を引き起こし、それにより心血管疾患などの健康を悪化させ、極端なケースでは死に至る。仕事における高いプレッシャーと要求は、心臓発作、高血圧、その他の疾患の増加との相関性が示されている。ニューヨーク、ロサンゼルス、他の自治体において、職業性ストレスと心臓発作位の関連性は良く知られている。

## 性別

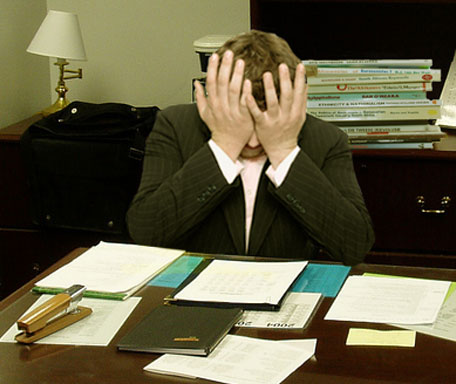
デスクでイライラする男性

男性と女性は、同程度に様々なストレスにさらされている。
女性は対人関係の衝突に敏感だとされ、男性は時間と労力の無駄に敏感だとされている。
加えて、全体的なストレスに男女でそう違いがない場合、女性はより心理的な面でストレスを感じ、男性は肉体的な面でストレスを感じる傾向がある。
DesmaraisとAlksnisは、女性のほうが心理的な面でよりストレスを感じる点について、一つは男性はネガティブ感情を否認・抑制するのに比べて女性は表現・報告すること、もう一つは、女性は仕事と家庭のバランスをとろうとするため更にストレスを増加させてしまうという点を挙げている。

### 要素
外での仕事に加えて、家で自分でこなそうとすることは、働く女性のストレスの最大の要因の一つであるとされており、その中心には罪悪感と敵意感情がある。6歳以下の子供を抱える女性についてその60%は外で仕事を持っており、家庭問題を抱えている。独身でも結婚していても女性の肩には多くの家事負担がのしかかっている。

## 原因

### 労働時間
大部分のアメリカ人は長時間労働となっている。ある統計によれば、2000年には男性の26%以上、女性の11%以上が週に50時間以上働いていた。アメリカ合衆国労働省によれば、女性雇用者の労働時間は長時間化してきているという。また夫婦合わせての労働時間も上昇してきており、特に子供をもつ夫婦ではそれが顕著である。

### セクシャルハラスメント
女性は男性よりもセクシャルハラスメントを受ける傾向があり、特に伝統的に男性的職業とされる分野で多い。ある研究によれば、セクハラは労働者の精神的健康にマイナスの影響を与えている。別の研究では、職場のセクハラは仕事上の成果に対し違いをもたらしている事が分かった。ひどいセクハラ環境では最低の成果になるが、セクハラの無い環境では仕事にマイナスになることはなかった。言い換えれば、ひどいセクハラを経験した女性は職場において成果が低下してしまう傾向にある。

### 業務内容
対人サービス業などの感情労働に属する職場では、業務上感情を抑制し、正確な作業や快い接客態度を演技することが求められるため、その従事者は日常的に過度なストレスや心理的な負担がかかりやすい。なかでも、死を日常的に経験する医療関係者や、解決の見通しがつかない長期的な介護に携わる介護福祉従事者は、費やす労力に対して達成感が乏しく、燃え尽き症候群に陥りやすい。

## 影響
ストレスを抱え込むことで、影響が出ることがある。中でも対人サービス業などでは、抑圧していた感情が爆発し、接客業としては痛手を負ってしまった人もいる。医療従事者などの死を目の当たりにする職場では、鬱になり、やめてしまった人も多々いることが報告されている。また自立神経や、ホルモンバランスに異変が生じ、病にかかる人も中にはいる。

## 予防
日本においては2015年12月から、労働安全衛生法による健康診断においてストレスチェック実施が、50人以上常時雇用する事業者の義務となった。

## 課題
まずもって、ストレスに対処するだけでは病気を防ぐことには限界があるが、講演などは利潤追求が目的でその科学性が損なわれている場合もあるえる。ストレスチェックリストの妥当性も、疑わしいものもある。例えば、震災後に何の反応も示さないほうが精神的に異常があるかもしれない。またチェックも不調があるといっただけでなく、うつ病をスクリーニングするなど、有用性が検証された質問票を用いるべきである。単にメンタルヘルス企業の収益を上げるための不適切な質問票であったりする可能性がある。
たとえば、プライマリケア医（日本ではかかりつけ医に近い）によるスクリーニングテストによっても、偽陽性率（うつ病でないのにうつ病だと検出される）は40%〜73%である。